# Йуг (театр)
«Йуг» (азерб. Yuğ) — театр в Баку.   

## История
18 октября 1989 года Вагифом Ибрагим оглы и Гасанага Турабовым основана театр-студия «Йуг» под эгидой Азербайджанского государственного академического национального драматического театра.   
3 декабря 1992 года получил статус государственного театра.  
18 июля 2003 года театр поместился в здании XIX века, являющемся архитектурным памятником, по адресу ул. М. Мухтарова, 83. В 2016 году данное здание было снесено. Театр расположился в здании Азербайджанского государственного кукольного театра по адресу проспект Нефтяников, 36.   
Первым представлением театра стал спектакль «Салам» по поэме «Приветствие Гейдар-бабе» Мухаммеда Хусейна Шахрияра.  
Театром поставлены спектакли по произведениям Физули, Низами Гянджеви, Исмаила I Хатаи, из современников Рамиза Ровшана, Вагифа Одера, Кямала Абдуллы, Афаг Масуд, Фируза Мустафы, Орхана Фикретоглы.  

## Общие сведения
Основным принципом этого авангардного театра является актуальность избранных тем, нестандартная интерпретация знакомых историй и экспериментирование с новыми формами.  
За свою историю по октябрь 2024 года театр поставил более 100 спектаклей. Труппа театра участвовала во многих международных и национальных фестивалях. 
Театр сотрудничает с театрами разных стран. 

## Труппа
На октябрь 2024 года в театре работают два народных артиста, четыре заслуженных артиста, заслуженный деятель искусств, два заслуженных работника культуры. 
Актёры: 
- Нигяр Мюрселова
- Октай Мехдиев[азерб.]
- Мамедсафа Гасымов
- Видади Гасанов
- Фархад Исрафилов[азерб.]
- Сонаханым Микаилова[азерб.]
- Гюльзар Гурбанова
- Гасым Наги
- Зия Ага[азерб.]
- Ляман Мерих
- Зюмрюд Гасымова[азерб.]
- Эльгюн Гамидов[азерб.]
- Эльшан Аскеров
- Гюнеш Мехдизаде[азерб.]
- Амид Гасымов
- Абдулгани Алиев[азерб.]
- Натаван Гейбуллаева[азерб.]
- Мятанет Аббаслы
- Вюгар Гаджиев
- Таране Оджагвердиева

## Репертуар
В театре регулярно ставят спектакли Шекспира, Гёте, Боккаччо, Гоголя, Кобо Абэ, а также азербайджанских классических и авторов, таких как Камал Абдуллаев, Ульвия Гейдарова.
В репертуар театра входят спектакли по произведениям Джалила Мамедкулизаде, Гусейна Джавида, Джафара Джаббарлы, Ильяса Эфендиев, Уильяма Шекспира, Сэмюэла Беккета, А. П. Чехова, Рюноскэ Акутагавы, Франца Кафки, Антуана де Сент-Экзюпери. 
В репертуар театра входят следующие спектакли:
- «Незабываемый Эфенди» по пьесе национального писателя Ильяса Эфендиева.
- «Привет из Кафки» по мотивам романа «Вердикт» Кафки.
- «Первый акт» по пьесе Чехова «Вишневый сад».
- «Тень»